# 21e législature de la Knesset
30 avril - 3 octobre 2019
(5 mois et 3 jours)
20e législature 22e législature
La 21e législature de la Knesset est un cycle parlementaire israélien de la Knesset, ouvert le 30 avril 2019 à la suite des élections législatives du 9 avril précédent et clos le 3 octobre de la même année avec l'ouverture de la 22e législature.

## Élections
Les élections du 9 avril 2019 sont marquées par une participation de 68,46 % et placent en tête le Likoud du Premier ministre sortant Benyamin Netanyahou qui avec 26,46 % des voix devance de peu l'alliance Bleu et blanc. Les deux listes obtiennent 35 sièges chacune. Les autres formations terminent loin derrière.

## Déroulement
Le 30 avril, l'assemblée tient sa session inaugurale au cours de laquelle les 120 députés, dont 49 nouveaux, prêtent serment de fidélité à l'État d'Israël. Yuli-Yoel Edelstein est réélu président.
Benyamin Netanyahou est chargé par le président Reuven Rivlin de former un nouveau gouvernement mais les différents partis de droite ne parviennent pas à s'entendre pour constituer une coalition majoritaire. Le principal point de désaccord concerne la loi sur la conscription des Haredim entre Israel Beytenou d'Avigdor Liberman et les partis religieux comme le Shas ou l'Union des partis de droite.
Le 29 mai, date limite pour parvenir à un accord, Netanyahou fait voter par la Knesset son auto-dissolution et la convocation de nouvelles élections pour le 17 septembre suivant.

## Liste des députés
| Parti                           | Nom                          |
| ------------------------------- | ---------------------------- |
| Likoud (35)                     | Benyamin Netanyahou          |
| Likoud (35)                     | Yuli-Yoel Edelstein          |
| Likoud (35)                     | Israël Katz                  |
| Likoud (35)                     | Guilad Erdan                 |
| Likoud (35)                     | Gideon Sa'ar                 |
| Likoud (35)                     | Miri Regev                   |
| Likoud (35)                     | Yariv Levin                  |
| Likoud (35)                     | Yoav Galant                  |
| Likoud (35)                     | Nir Barkat                   |
| Likoud (35)                     | Gila Gamliel                 |
| Likoud (35)                     | Avi Dichter                  |
| Likoud (35)                     | Ze'ev Elkin                  |
| Likoud (35)                     | Haim Katz                    |
| Likoud (35)                     | Tzachi Hanegbi               |
| Likoud (35)                     | Ofir Akunis (en)             |
| Likoud (35)                     | Yuval Steinitz               |
| Likoud (35)                     | Tzipi Hotovely               |
| Likoud (35)                     | Dudi Amsalem                 |
| Likoud (35)                     | Amir Ohana                   |
| Likoud (35)                     | Ofir Katz (en)               |
| Likoud (35)                     | Eti Atiya (en)               |
| Likoud (35)                     | Yoav Kisch                   |
| Likoud (35)                     | David Bitan (en)             |
| Likoud (35)                     | Keren Barak (en)             |
| Likoud (35)                     | Shlomo Karhi                 |
| Likoud (35)                     | Miki Zohar                   |
| Likoud (35)                     | Eli Ben-Dahan                |
| Likoud (35)                     | Sharren Haskel               |
| Likoud (35)                     | Michal Shir (en)             |
| Likoud (35)                     | Keti Shitrit (en)            |
| Likoud (35)                     | Patin Mula (en)              |
| Likoud (35)                     | May Golan (en)               |
| Likoud (35)                     | Uzi Dayan (en)               |
| Likoud (35)                     | Ariel Kellner (en)           |
| Likoud (35)                     | Osnat Mark (en)              |
| Bleu et blanc (35)              | Benny Gantz                  |
| Bleu et blanc (35)              | Yaïr Lapid                   |
| Bleu et blanc (35)              | Moshe Ya'alon                |
| Bleu et blanc (35)              | Gabi Ashkenazi               |
| Bleu et blanc (35)              | Avi Nissenkorn (en)          |
| Bleu et blanc (35)              | Meir Cohen                   |
| Bleu et blanc (35)              | Miki Haimovich (en)          |
| Bleu et blanc (35)              | Ofer Shelah (en)             |
| Bleu et blanc (35)              | Yoaz Hendel (en)             |
| Bleu et blanc (35)              | Orna Barbivai                |
| Bleu et blanc (35)              | Michael Biton (en)           |
| Bleu et blanc (35)              | Hili Tropper                 |
| Bleu et blanc (35)              | Yael German                  |
| Bleu et blanc (35)              | Zvi Hauser (en)              |
| Bleu et blanc (35)              | Orit Farkash-Hacohen (en)    |
| Bleu et blanc (35)              | Karin Elharar                |
| Bleu et blanc (35)              | Meirav Cohen                 |
| Bleu et blanc (35)              | Yoel Razvozov                |
| Bleu et blanc (35)              | Asaf Zamir (en)              |
| Bleu et blanc (35)              | Yizhar Shai (en)             |
| Bleu et blanc (35)              | Elazar Stern (en)            |
| Bleu et blanc (35)              | Mickey Levy                  |
| Bleu et blanc (35)              | Omer Yankelevich (en)        |
| Bleu et blanc (35)              | Pnina Tamano-Shata           |
| Bleu et blanc (35)              | Gadeer Mreeh (en)            |
| Bleu et blanc (35)              | Ram Ben-Barak (en)           |
| Bleu et blanc (35)              | Alon Schuster (en)           |
| Bleu et blanc (35)              | Yoav Segalovich              |
| Bleu et blanc (35)              | Ram Shefa (en)               |
| Bleu et blanc (35)              | Boaz Toporovsky (en)         |
| Bleu et blanc (35)              | Orly Fruman (en)             |
| Bleu et blanc (35)              | Eitan Ginzburg (en)          |
| Bleu et blanc (35)              | Gadi Yevarkan (en)           |
| Bleu et blanc (35)              | Idan Roll                    |
| Bleu et blanc (35)              | Yorai Lahav-Hertzanu         |
| Shas (8)                        | Aryé Dery                    |
| Shas (8)                        | Yitzhak Cohen                |
| Shas (8)                        | Meshulam Nahari              |
| Shas (8)                        | Yaakov Margi                 |
| Shas (8)                        | Yoav Ben-Tzur                |
| Shas (8)                        | Michael Malchieli            |
| Shas (8)                        | Moshe Arbel                  |
| Shas (8)                        | Yinon Azulai (en)            |
| Judaïsme unifié de la Torah (8) | Yaakov Litzman               |
| Judaïsme unifié de la Torah (8) | Moshe Gafni                  |
| Judaïsme unifié de la Torah (8) | Meir Porush                  |
| Judaïsme unifié de la Torah (8) | Uri Maklev                   |
| Judaïsme unifié de la Torah (8) | Ya'akov Tessler              |
| Judaïsme unifié de la Torah (8) | Ya'akov Asher                |
| Judaïsme unifié de la Torah (8) | Yisrael Eichler              |
| Judaïsme unifié de la Torah (8) | Yithzhak Pindros (en)        |
| Ta'al–Hadash (6)                | Ayman Odeh                   |
| Ta'al–Hadash (6)                | Ahmed Tibi                   |
| Ta'al–Hadash (6)                | Aida Touma-Suleiman          |
| Ta'al–Hadash (6)                | Osama Saadi                  |
| Ta'al–Hadash (6)                | Ofer Cassif                  |
| Ta'al–Hadash (6)                | Yousef Jabareen (en)         |
| Parti travailliste (6)          | Avi Gabbay                   |
| Parti travailliste (6)          | Tal Russo (en)               |
| Parti travailliste (6)          | Itzik Shmuli                 |
| Parti travailliste (6)          | Stav Shaffir                 |
| Parti travailliste (6)          | Shelly Yachimovich           |
| Parti travailliste (6)          | Amir Peretz                  |
| Israel Beytenou (5)             | Avigdor Liberman             |
| Israel Beytenou (5)             | Oded Forer                   |
| Israel Beytenou (5)             | Evgueni Sova (en)            |
| Israel Beytenou (5)             | Eli Avidar (en)              |
| Israel Beytenou (5)             | Ioulia Malinovskaïa          |
| Union des partis de droite (5)  | Rafi Peretz                  |
| Union des partis de droite (5)  | Bezalel Smotrich             |
| Union des partis de droite (5)  | Moti Yogev (en)              |
| Union des partis de droite (5)  | Ofir Sofer                   |
| Union des partis de droite (5)  | Idit Silman                  |
| Meretz (4)                      | Tamar Zandberg               |
| Meretz (4)                      | Ilan Gilon                   |
| Meretz (4)                      | Michal Rozin                 |
| Meretz (4)                      | Issawi Frej                  |
| Koulanou (4)                    | Moshe Kahlon                 |
| Koulanou (4)                    | Eli Cohen                    |
| Koulanou (4)                    | Yifat Shasha-Biton           |
| Koulanou (4)                    | Roy Folkman (en)             |
| Liste arabe unie–Balad (4)      | Mansour Abbas                |
| Liste arabe unie–Balad (4)      | Mtanes Shehadeh (en)         |
| Liste arabe unie–Balad (4)      | Abd al-Hakim Hajj Yahya (en) |
| Liste arabe unie–Balad (4)      | Heba Yazbak (en)             |